# Mark Aronoff
Mark Aronoff (ur. 1949) – amerykański językoznawca pochodzenia kanadyjskiego, profesor Uniwersytetu Stanowego Stanu Nowy Jork w Stony Brook w USA, jeden z największych autorytetów w dziedzinie morfologii. Jego dodatkowym obszarem zainteresowań badawczych są systemy pisma.
Urodzony w Montrealu, studiował filologię klasyczną na Uniwersytecie McGill w Montrealu, następnie odbył studia doktoranckie z językoznawstwa w MIT, zakończone uzyskaniem w 1974 r. doktoratu za pracę Word-Structure (promotor: Morris Halle), która następnie została opublikowana w 1976 r. przez MIT Press pod tytułem Word Formation in Generative Grammar jako Linguistic Inquiry Monograph One.
Z powodu roli, jaką odegrał we wprowadzeniu morfologii jako odrębnego podsystemu do modelu gramatyki generatywnej, bywa nazywany „ojcem współczesnej morfologii”.
Przez wiele lat był dyrektorem Department of Linguistics na Uniwersytecie Stanowym Stanu Nowy Jork w Stony Brook. W latach 1995–2001 był redaktorem naczelnym czasopisma „Language”, wydawanego przez Amerykańskie Towarzystwo Językoznawcze (Linguistic Society of America, LSA), a w roku 2005 był prezesem tegoż Towarzystwa.